# Блок студентска пракса
Блок студентска пракса је у образовању различитих струка као и социјалних радника, алтернатива традиционалним облицима студенске праксе. У систему блок праксе, студенти похађају класичну наставу током неколико месеци, затим раде, готово, пуно радно време у социјалним агенцијама под професионалном и академском супервизијом. Укупно време проведено на пракси је приближно исто као код класичног система, али је учинак видљив у побољшању квалитета стручног оспособљавања.